# Matthew Hoppe
Matthew Hoppe, né le 13 mars 2001 à Yorba Linda en Californie, est un joueur international américain de soccer qui évolue au poste d'attaquant à SønderjyskE.

## Biographie

### Parcours en club

#### Schalke 04
Formé au sein de l'académie américaine du FC Barcelone, Matthew Hoppe rejoint le club allemand de Schalke 04 lors de l'été 2019 pour poursuivre sa formation.
Il dispute son premier match professionnel le 28 novembre 2020 face au Borussia Mönchengladbach (défaite 4-1).
Le 9 janvier 2021, alors qu'il attend toujours de marquer son premier but depuis ses débuts en professionnel, il inscrit un triplé lors de la victoire 4-0 de Schalke 04 sur le TSG Hoffenheim,. Il devient à la fois le premier américain et le troisième plus jeune joueur à inscrire un triplé en Bundesliga,.
Le 1er février 2021, il signe son premier contrat professionnel qui le lie avec Schalke 04 jusqu'en juin 2023.
Après des débuts tonitruants en professionnel avec Schalke 04, il est observé par plusieurs clubs dont Liverpool, Manchester United, Manchester City mais encore Tottenham.

#### Transfert à Middlesbrough et multiples prêts
Le 31 janvier 2023, Matthew Hoppe est prêté à Hibernian. Cependant, il n'obtient pas le temps de jeu escompté et retourne en prêt pour douze mois le 3 août suivant, prenant la direction des Earthquakes de San José, en Major League Soccer. Il dispute sa première rencontre avec les Quakes le 26 août suivant, entrant en jeu pour la seconde période, dans une défaite 3-0 face au Sporting de Kansas City.

### Parcours en sélection
Le 1er juillet 2021, il est retenu dans la liste des vingt-trois joueurs américains sélectionnés par Gregg Berhalter pour disputer la Gold Cup 2021,. Le 15 juillet, il connait sa première sélection face à la Martinique pour le deuxième match de poule de la Gold Cup. Il s'illustre lors de cette première rencontre en compétition officielle en délivrant sa première passe décisive pour Daryl Dike,, titularisé pour la victoire 6-1 des Stars and Stripes.

## Statistiques

### Statistiques détaillées
| Saison                | Club                           | Championnat           | Championnat | Championnat | Championnat | Coupe(s) nationale(s) | Coupe(s) nationale(s) | Coupe(s) nationale(s) | Séries | Séries | Séries | Total | Total | Total |
| Saison                | Club                           | Division              | M.          | B.          | P.d.        | M.                    | B.                    | P.d.                  | M.     | B.     | P.d.   | M.    | B.    | P.d.  |
| 2020-2021             | Schalke 04                     | Bundesliga            | 22          | 6           | 0           | 2                     | 0                     | 0                     | -      | -      | -      | 24    | 6     | 0     |
| 2021-2022             | Schalke 04                     | 2. Bundesliga         | 1           | 0           | 0           | -                     | -                     | -                     | -      | -      | -      | 1     | 0     | 0     |
| Sous-total            | Sous-total                     | Sous-total            | 23          | 6           | 0           | 2                     | 0                     | 0                     | -      | -      | -      | 25    | 6     | 0     |
| 2021-2022             | RCD Majorque                   | LaLiga                | 5           | 0           | 1           | 2                     | 0                     | 0                     | -      | -      | -      | 7     | 0     | 1     |
| 2022-2023             | Middlesbrough FC               | Championship          | 6           | 0           | 0           | -                     | -                     | -                     | -      | -      | -      | 6     | 0     | 0     |
| 2023-2024             | Middlesbrough FC               | Championship          | 0           | 0           | 0           | -                     | -                     | -                     | -      | -      | -      | 0     | 0     | 0     |
| 2024-2025             | Middlesbrough FC               | Championship          | -           | -           | -           | -                     | -                     | -                     | -      | -      | -      | 0     | 0     | 0     |
| Sous-total            | Sous-total                     | Sous-total            | 6           | 0           | 0           | -                     | -                     | -                     | -      | -      | -      | 6     | 0     | 0     |
| 2022-2023             | Hibernian FC (prêt)            | Premier League        | 9           | 1           | 1           | -                     | -                     | -                     | -      | -      | -      | 9     | 1     | 1     |
| 2023                  | Earthquakes de San José (prêt) | MLS                   | 7           | 2           | 0           | -                     | -                     | -                     | 1      | 0      | 0      | 8     | 2     | 0     |
| 2024-2025             | SønderjyskE                    | Superliga             | 4           | 0           | 0           | -                     | -                     | -                     | -      | -      | -      | 4     | 0     | 0     |
| 2025-2026             | SønderjyskE                    | Superliga             | 4           | 1           | 0           | -                     | -                     | -                     | -      | -      | -      | 4     | 1     | 0     |
| Sous-total            | Sous-total                     | Sous-total            | 8           | 1           | 0           | -                     | -                     | -                     | -      | -      | -      | 8     | 1     | 0     |
| Total sur la carrière | Total sur la carrière          | Total sur la carrière | 58          | 10          | 2           | 4                     | 0                     | 0                     | 1      | 0      | 0      | 63    | 10    | 2     |

## Palmarès

### En sélection nationale
États-Unis
- Vainqueur de la Gold Cup en 2021

### Distinctions individuelles
- Élu Rookie du mois de janvier 2021 de la Bundesliga